# Konkatedra Wniebowzięcia Najświętszej Maryi Panny w Sarzanie
Konkatedra Wniebowzięcia Najświętszej Maryi Panny (wł. Concattedrale di Santa Maria Assunta) – rzymskokatolicka świątynia znajdująca się we włoskim mieście Sarzana, w regionie Liguria. Konkatedra diecezji La Spezii-Sarzany-Brugnato. 

## Historia
Kościół po raz pierwszy wzmiankowany jest 11 listopada 1148 w bulli papieża Eugeniusza III, pierwotnie nosił wezwanie św. Bazylego. W 1204 papież Innocenty III przeniósł do Sarzany siedzibę diecezji Luni. Kanonicy sprowadzili do miasta relikwie Krwi Chrystusa i zainicjowali rozbudowę świątyni w celu pomieszczenia siedziby biskupa oraz pielgrzymów. W 1447 urodzony w Sarzanie bp Tommaso Parentucelli został wybrany na papieża, przyjął imię Mikołaja V i wznowił starania o pełne ustanowienie Sarzany stolicą biskupią. W 1465 kościół ustanowiono katedrą diecezji Luni-Sarzany. Prace budowlane trwały do 1474 roku. W XVII wieku absydę przebudowano w stylu barokowym oraz dobudowano kaplice boczne. 11 listopada 1947 papież Pius XII nadał świątyni tytuł bazyliki mniejszej. Od 1986 roku jest konkatedrą diecezji La Spezii-Sarzany-Brugnato z siedzibą w La Spezii.

## Architektura i wyposażenie
Świątynia romańsko-gotycka, trójnawowa, z transeptem. W kościele przechowywany jest m.in. krucyfiks z 1138 roku, najstarszy datowany malowany krzyż, autorstwa anonimowego artysty znanego jako Mastro Guglielmo. Romańska fasada, pokryta białym marmurem, została wzniesiona w 1355. Z tego okresu pochodzi również portal główny autorstwa Michelina de Vivalda. Rozetę wykonał w 1474 rzeźbiarz Lorenzo da Pietrasanta na zlecenie kard. Filippa Calandriniego. Wnętrze zdobią płótna Francesca Solimeny czy Domenica Fiaselli, jak np. obraz przedstawiający męczeństwo św. Andrzeja z 1653 roku. W kaplicy transeptu znajduje się rzeźba Ofiarowania Pańskiego z roku 1642. Na wieży świątyni zawieszone są 4 dzwony, dwa z nich odlano w XIX wieku w ludwisarni  Giovanniego Bozzoliego z Genui. Na południowy wschód od konkatedry znajduje się barokowe oratorium św. Hieronima (wł. Oratorio di San Girolamo).

## Galeria

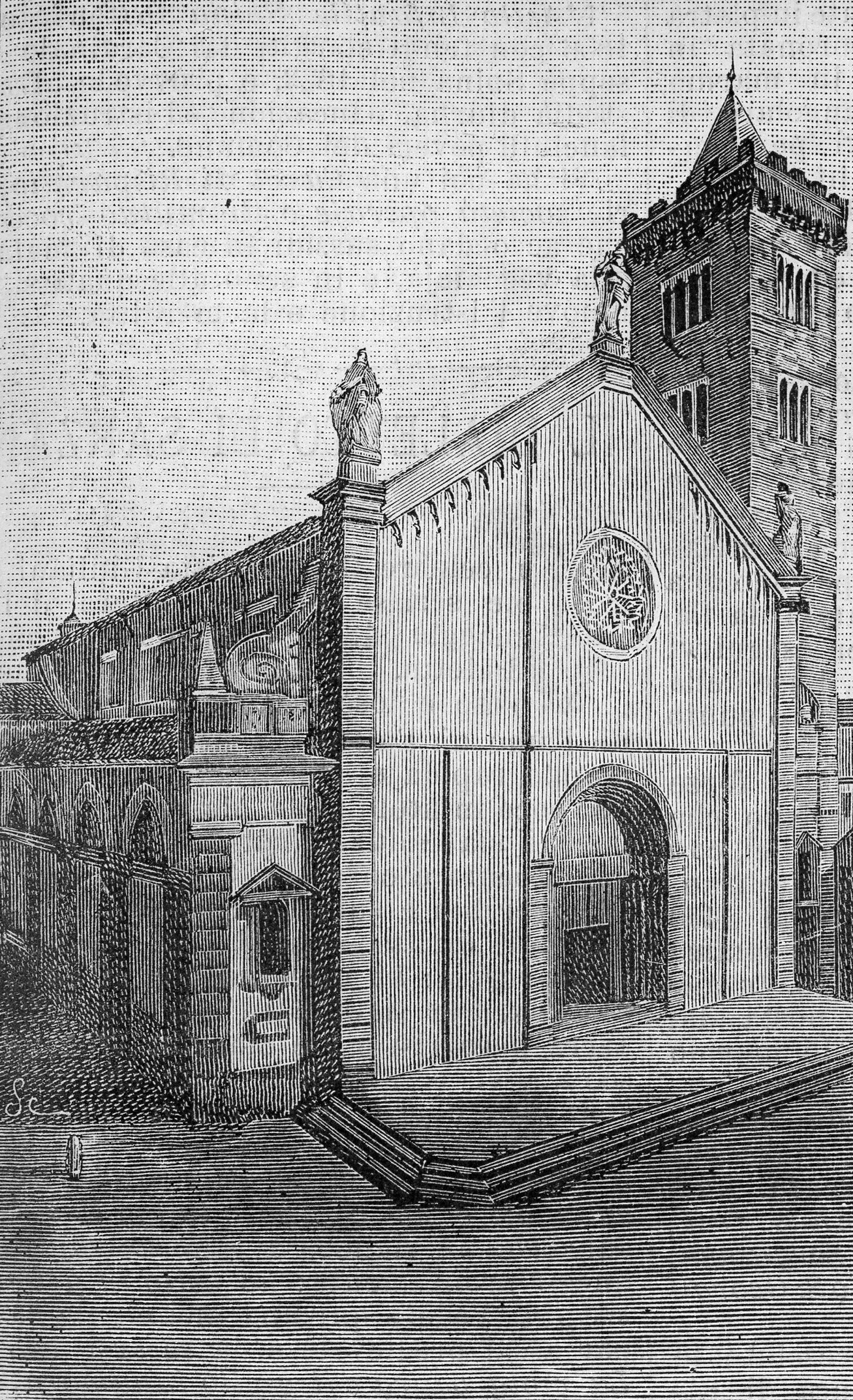
Katedra w 1898
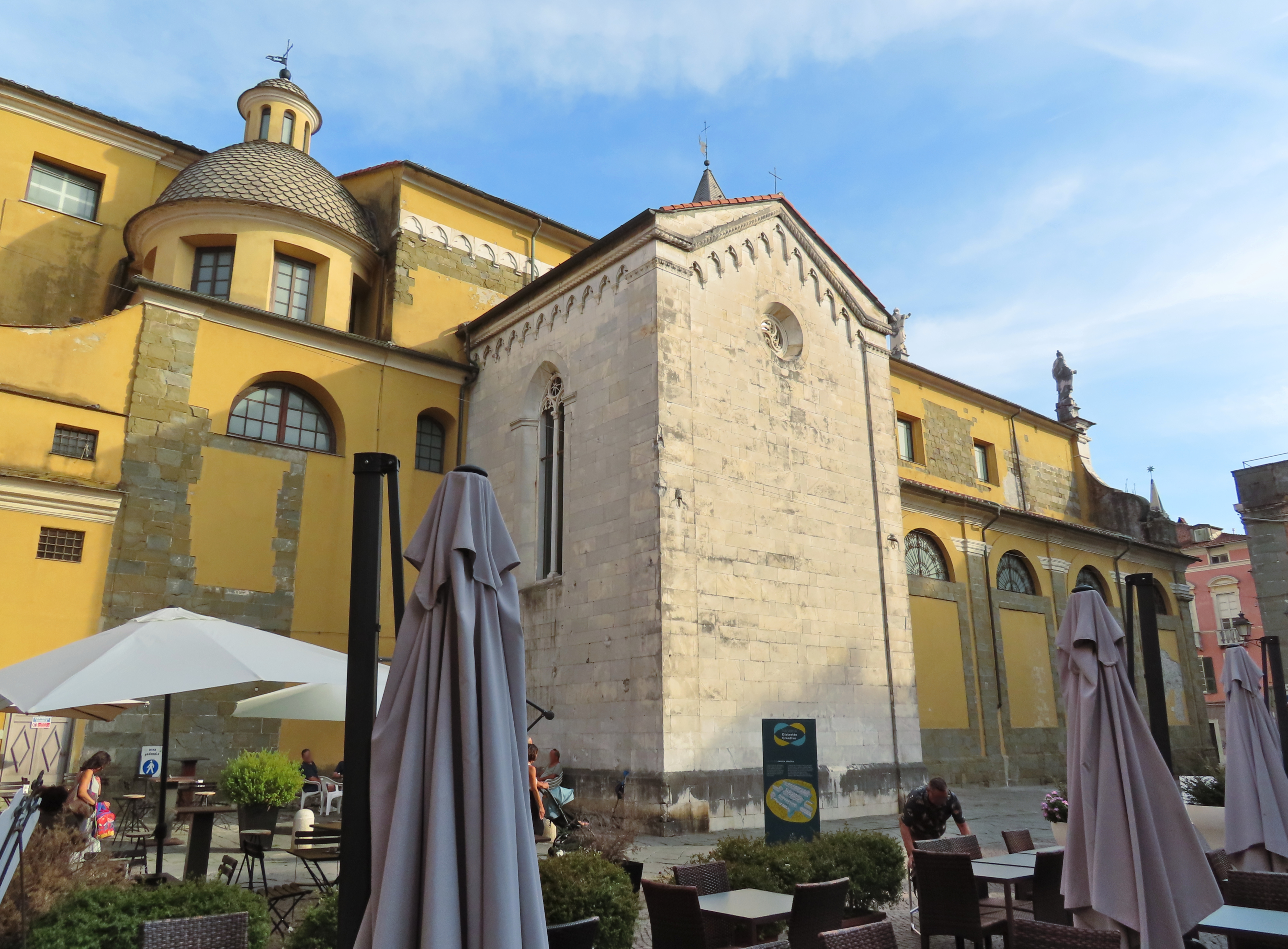
Widok z Piazza Calandrini
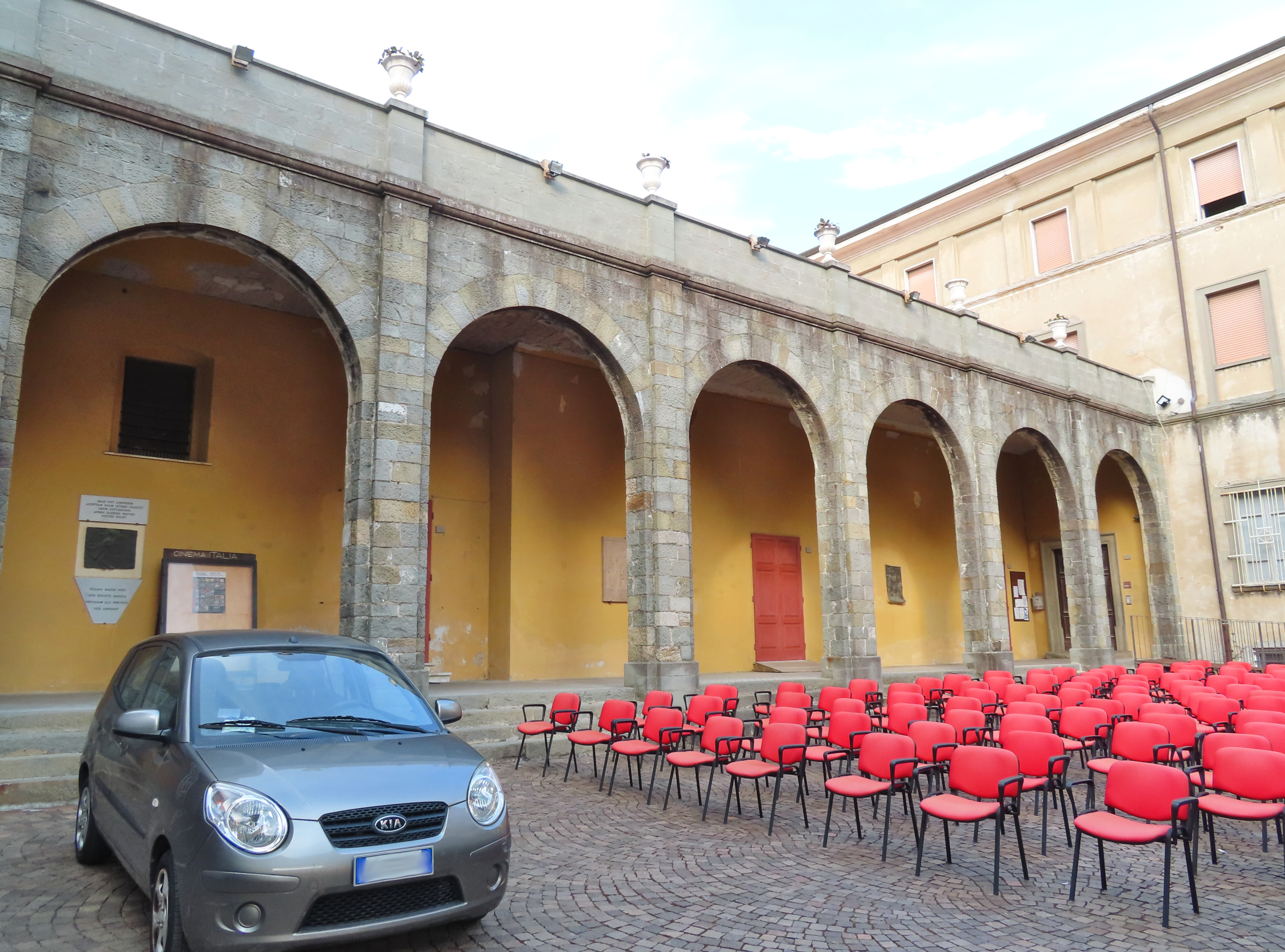
Krużganek przy Via Dietro Il Teatro
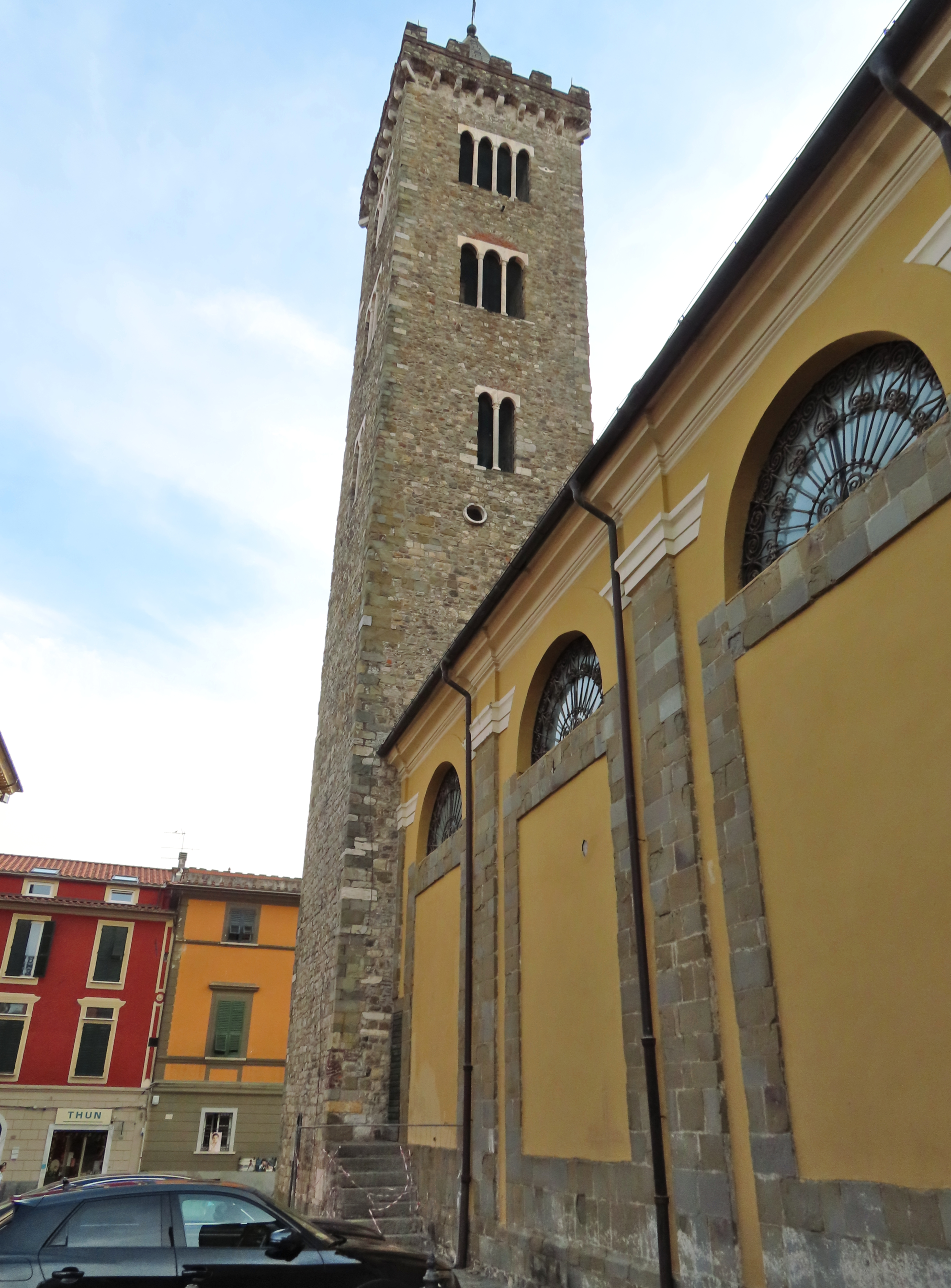
Wieża
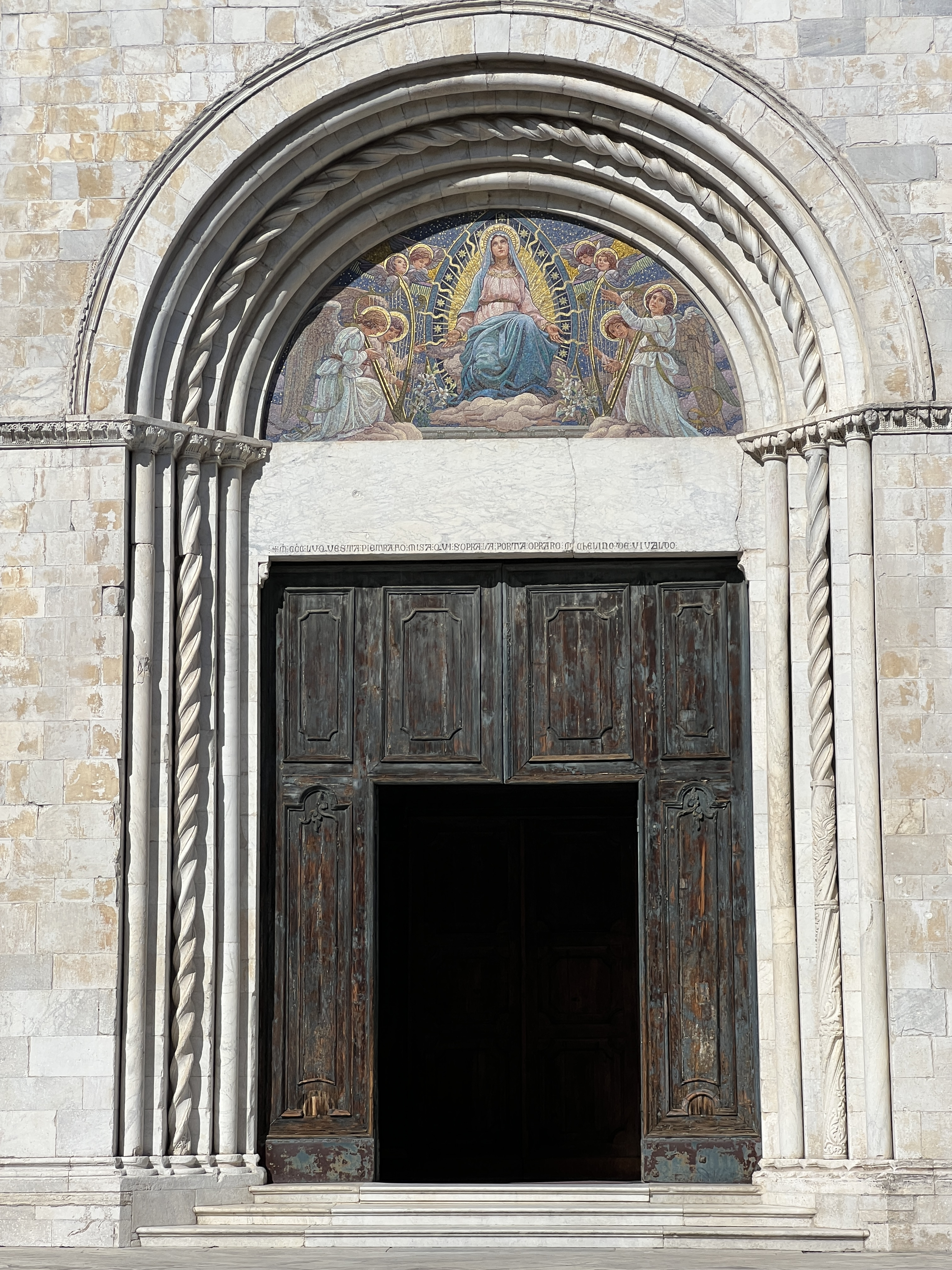
Portal główny
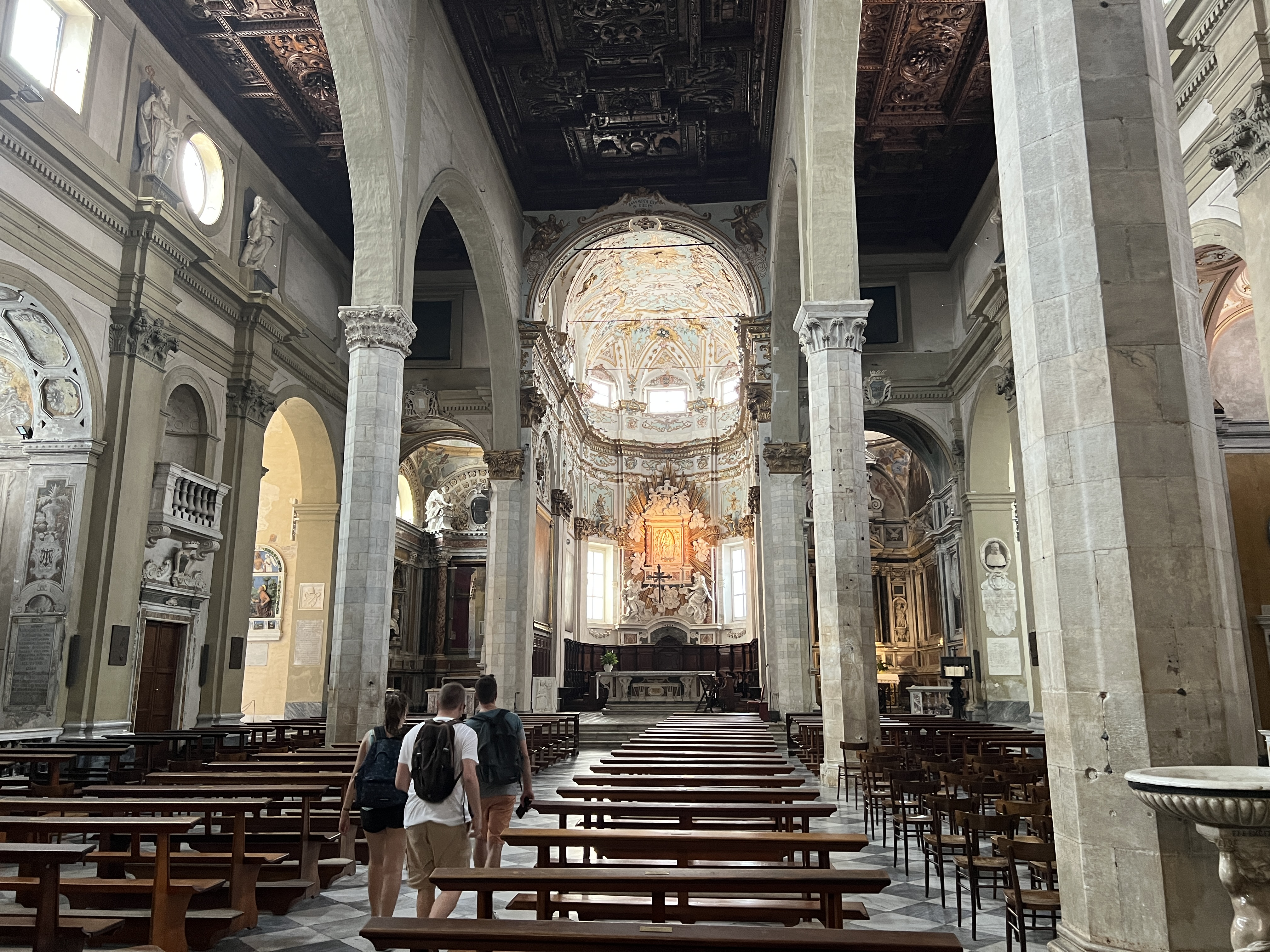
Wnętrze
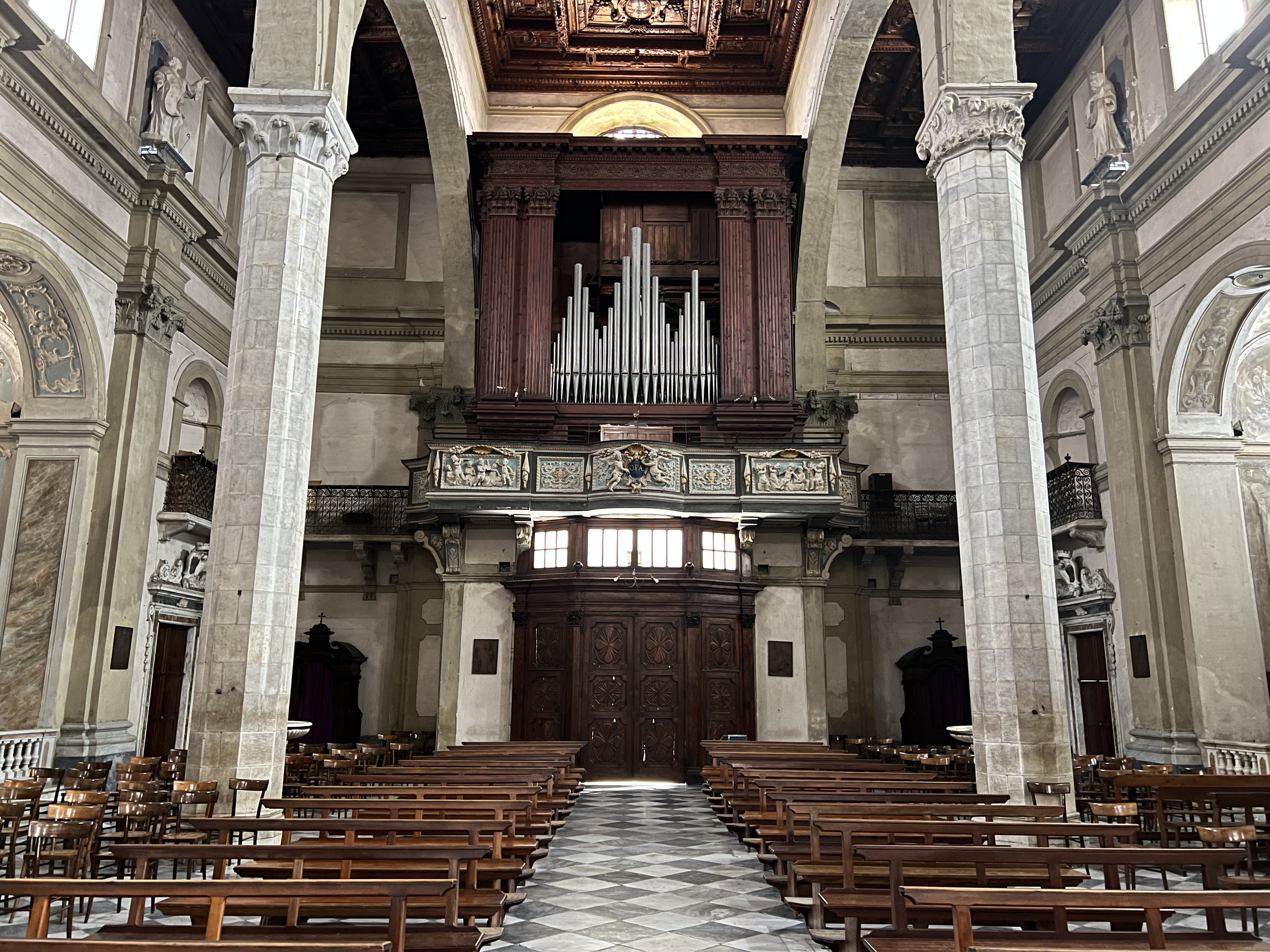
Organy
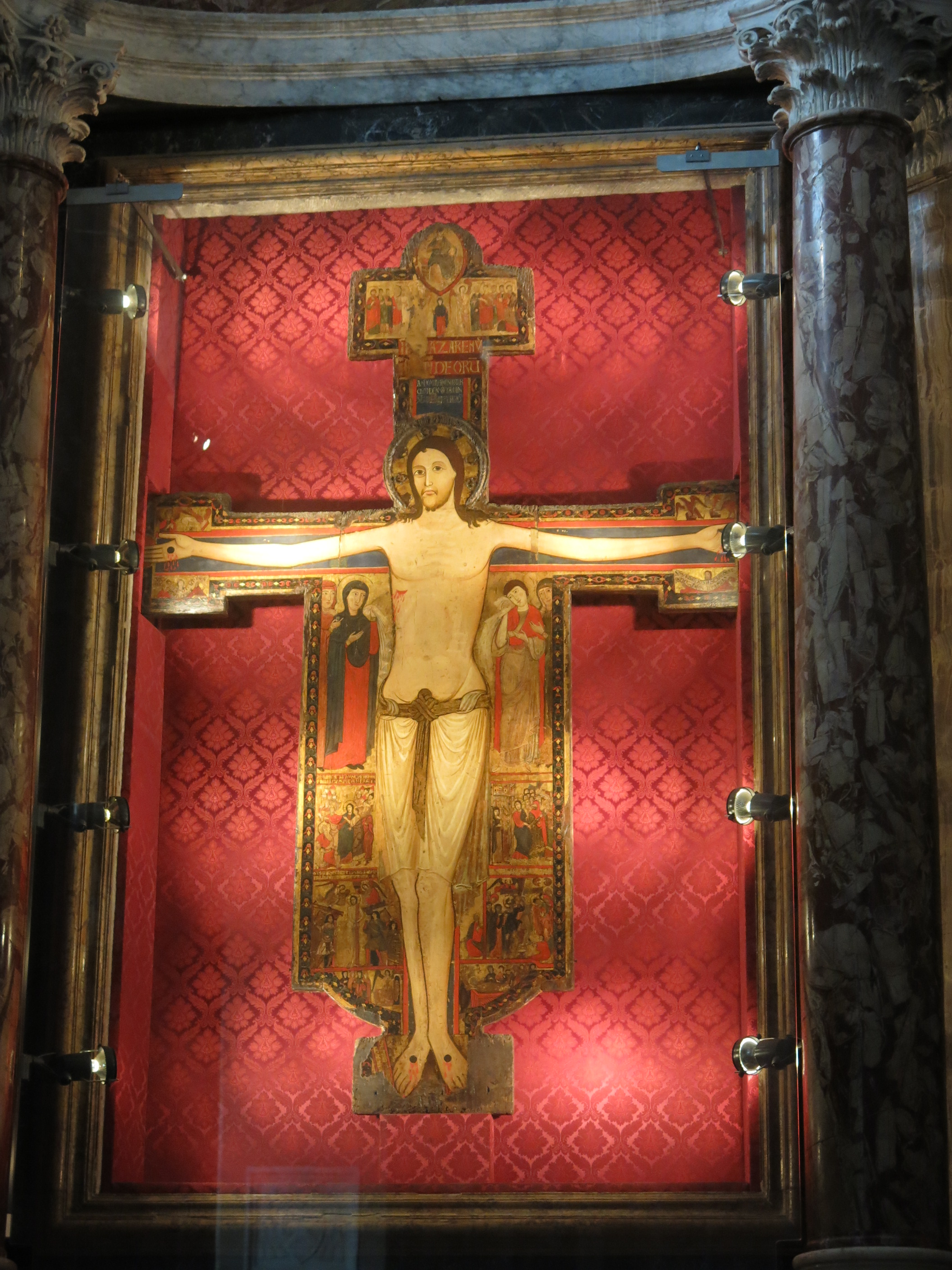
Krucyfiks z 1138